# No 5 on Tour
Albums de Mylène Farmer
Point de suture
(2008) Bleu noir
(2010)
Singles
1. C'est dans l'air (Live)
Sortie : 27 novembre 2009
2. Paradis inanimé (Live)
Sortie : 29 mars 2010

No 5 on Tour est le cinquième album Live de Mylène Farmer, paru le 7 décembre 2009 chez Polydor.
Composé de 20 titres, ce double album retrace le spectacle du Tour 2009 de la chanteuse, qui a rassemblé près de 600 000 spectateurs. Soutenant l'album Point de suture, cette tournée s'est déroulée en deux temps : après avoir joué au printemps 2009 dans les plus grands Zéniths de France et en Russie, Mylène Farmer se produit en septembre dans plusieurs Stades francophones, dont deux soirs au Stade de France.
Enregistré lors des concerts du 12, 13 et 15 juin 2009 à la Halle Tony-Garnier de Lyon, l'album No 5 on Tour entre directement no 1 des ventes en France, où il est certifié double disque de platine, et reçoit également un disque d'or en Belgique, dépassant les 250 000 exemplaires vendus.
Le DVD du spectacle retrace quant à lui les concerts qui ont eu lieu au Stade de France les 11 et 12 septembre 2009.
Sorti le 12 avril 2010, il se classe également no 1 des ventes. Certifié DVD de diamant en France en une semaine et disque d'or en Belgique, il devient la meilleure vente de Blu-Ray musicaux de l'année 2011 en Russie. Il s'est écoulé à plus de 300 000 exemplaires.

## Histoire

### Genèse

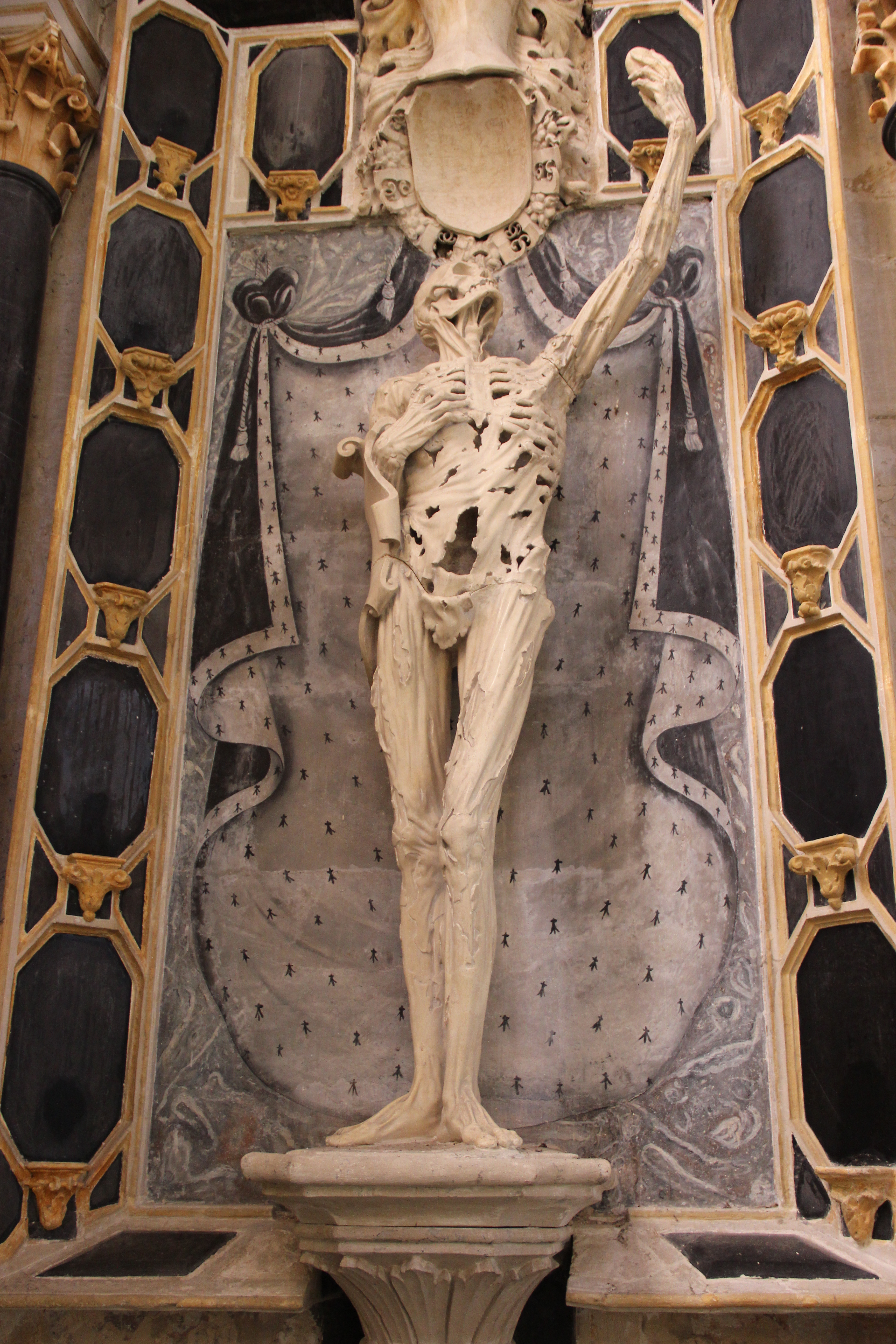
Le Transi de René de Chalon de Ligier Richier.

En août 2008, Mylène Farmer sort l'album Point de suture qui s'écoule à plus de 700 000 exemplaires. Les cinq singles extraits de cet album (Dégénération, Appelle mon numéro, Si j'avais au moins…, C'est dans l'air et Sextonik) se classent tous no 1 des ventes, constituant ainsi un record dans les charts français.
Trois ans après son spectacle Avant que l'ombre…, qui s'était déroulé exclusivement au Palais omnisports de Paris-Bercy en janvier 2006 en raison d'une infrastructure intransportable, Mylène Farmer programme une grande tournée en 2009 qui se déroule en deux temps : après avoir joué au printemps dans les plus grands Zéniths de France et en Russie, elle se produit en septembre dans plusieurs Stades francophones, dont deux soirs au Stade de France (qui ont affiché complet en quelques heures).
Bénéficiant d'un décor qui se compose notamment de plusieurs dizaines de mannequins rousses et de deux immenses reproductions du Transi de René de Chalon de Ligier Richier, le Tour 2009 rassemblera près de 600 000 spectateurs entre la France, la Belgique, la Suisse et la Russie.

### Sortie
Enregistré lors des concerts du 12, 13 et 15 juin 2009 à la Halle Tony-Garnier de Lyon, l'album N°5 on Tour paraît le 7 décembre 2009, avec en guise de premier extrait la version Live de C'est dans l'air (un titre présent dans sa version originale sur l'album Point de suture et qui était déjà sorti en single au printemps 2009).

Bien que Mylène Farmer n'en fasse aucune promotion, l'album se classe directement n°1 des ventes en France et en Belgique. Certifié double disque de platine pour plus de 200 000 exemplaires vendus en France, il reçoit également un disque d'or en Belgique et se classe en Suisse et en Russie, dépassant les 250 000 ventes.
Le DVD du spectacle retrace quant à lui les concerts qui ont eu lieu au Stade de France les 11 et 12 septembre 2009.
Sorti le 12 avril 2010, il se classe à son tour no 1 des ventes et est certifié DVD de diamant en France en une semaine.
Disque d'or en Belgique, le film est également la meilleure vente de Blu-Ray musicaux de l'année 2011 en Russie.
Il s'est écoulé à plus de 300 000 exemplaires.

## Pochette
La pochette de l'album présente une photo de la scène, sur laquelle l’œil de Mylène Farmer apparaît sur un écran géant.
Sur la pochette du DVD Stade de France, un montage photo montre Mylène Farmer chantant C'est dans l'air, devant les deux immenses reproductions du Transi de René de Chalon de Ligier Richier.

## Liste des titres

### Double CD et 33 tours
L'intégralité du spectacle est disponible sur le double CD et le triple 33 tours.
| 1.  | D'entre les morts              |               | Laurent Boutonnat | 4:33 |
| 2.  | Paradis inanimé                | Mylène Farmer | Laurent Boutonnat | 4:43 |
| 3.  | L'Âme-Stram-Gram               | Mylène Farmer | Laurent Boutonnat | 5:27 |
| 4.  | Je m'ennuie                    | Mylène Farmer | Laurent Boutonnat | 4:26 |
| 5.  | Appelle mon numéro             | Mylène Farmer | Laurent Boutonnat | 7:10 |
| 6.  | XXL                            | Mylène Farmer | Laurent Boutonnat | 4:30 |
| 7.  | À quoi je sers...              | Mylène Farmer | Laurent Boutonnat | 5:07 |
| 8.  | Pourvu qu'elles soient douces  | Mylène Farmer | Laurent Boutonnat | 5:02 |
| 9.  | Point de suture                | Mylène Farmer | Laurent Boutonnat | 7:06 |
| 10. | Nous souviendrons nous         | Mylène Farmer | Laurent Boutonnat | 5:36 |
| 11. | Rêver                          | Mylène Farmer | Laurent Boutonnat | 5:23 |
| 12. | Ainsi soit je...               | Mylène Farmer | Laurent Boutonnat | 4:18 |
| 13. | Interlude Avant que l'ombre... |               | Laurent Boutonnat | 4:10 |

| 1. | Libertine              | Laurent Boutonnat | Jean-Claude Dequéant | 5:35 |
| 2. | Sans contrefaçon       | Mylène Farmer     | Laurent Boutonnat    | 4:09 |
| 3. | Je te rends ton amour  | Mylène Farmer     | Laurent Boutonnat    | 5:28 |
| 4. | Dégénération           | Mylène Farmer     | Laurent Boutonnat    | 6:58 |
| 5. | Désenchantée           | Mylène Farmer     | Laurent Boutonnat    | 7:42 |
| 6. | C'est dans l'air       | Mylène Farmer     | Laurent Boutonnat    | 6:08 |
| 7. | Si j'avais au moins... | Mylène Farmer     | Laurent Boutonnat    | 7:18 |

### DVD et Blu-Ray
Le spectacle de cette tournée est sorti en DVD et en Blu-Ray en avril 2010 sous le titre Stade de France.

## Description de l'album et de la vidéo
Composé de 20 titres, ce double album retrace le cinquième spectacle de Mylène Farmer.
Enregistré lors des concerts du 12, 13 et 15 juin 2009 à la Halle Tony-Garnier de Lyon, il comprend :
- un titre instrumental servant d'introduction (D'entre les morts) ;
- sept titres issus de l'album Point de suture : les singles Dégénération, Appelle mon numéro, Si j'avais au moins... et C'est dans l'air, mais aussi Paradis inanimé (qui sera le second extrait de l'album Live), Je m'ennuie et Point de suture ;
- des titres présents sur les albums Cendres de lune (Libertine), Ainsi soit je... (Sans contrefaçon, Ainsi soit je..., Pourvu qu'elles soient douces), L'Autre... (Désenchantée, Nous souviendrons nous), Anamorphosée (XXL, Rêver) et Innamoramento (L'Âme-Stram-Gram, Je te rends ton amour), ainsi qu'À quoi je sers..., un single inédit sorti en 1989 ;
- un interlude instrumental au son du titre Avant que l'ombre....

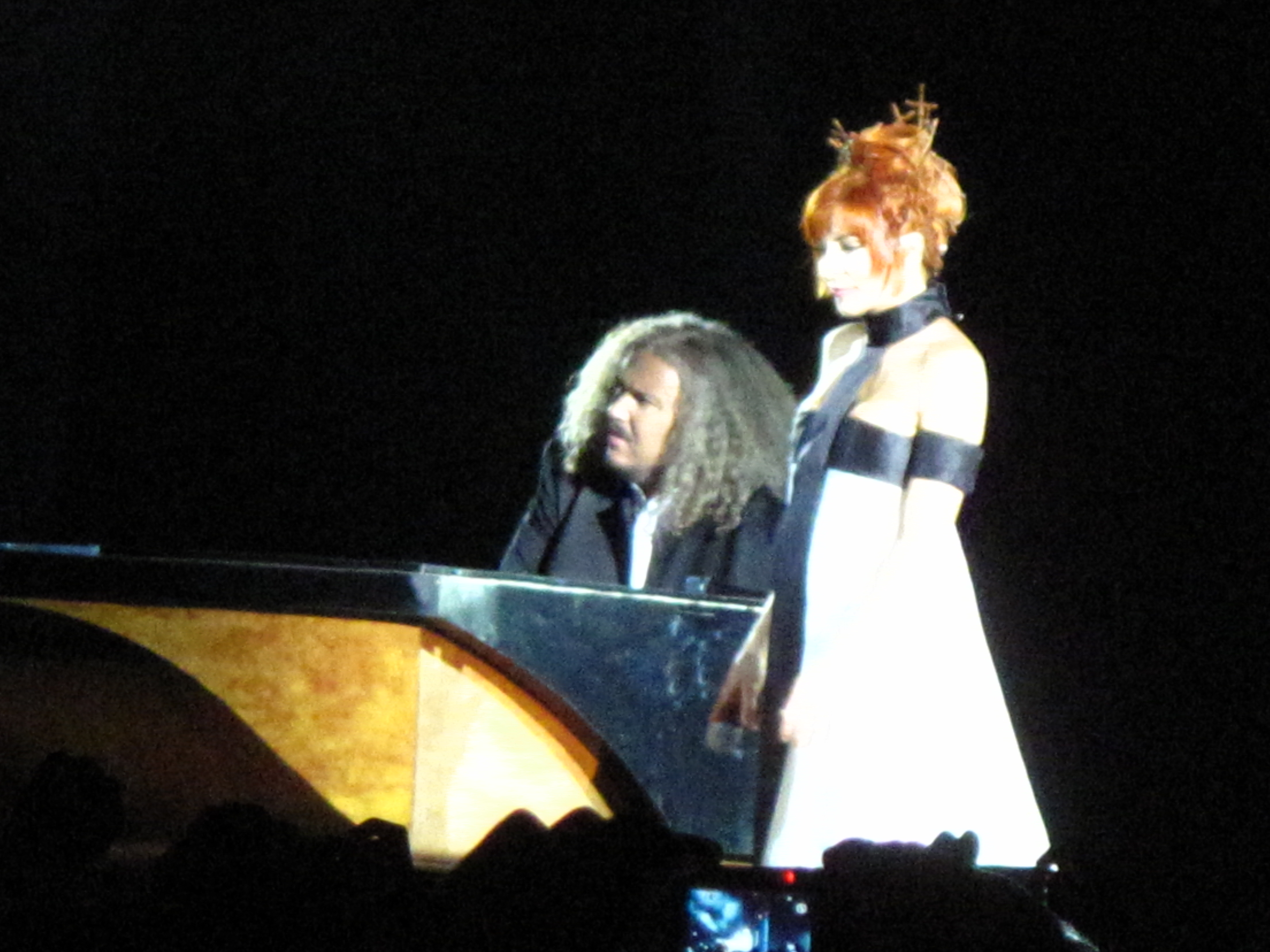
Mylène Farmer et Yvan Cassar lors du Tour 2009.

Le DVD, réalisé par François Hanss, est enregistré lors des concerts du 11 et 12 septembre 2009 au Stade de France.
Les titres À quoi je sers..., Je te rends ton amour et Si j'avais au moins... ne figurent pas sur le DVD, ceux-ci ayant été remplacés lors de la tournée des stades par des titres issus des albums Anamorphosée (L'instant X, California, Laisse le vent emporter tout) et Avant que l'ombre... (Fuck Them All).
Quelques chansons sont revisitées, à l'instar de Libertine et Sans contrefaçon dans des versions plus rock, ou encore L'Âme-Stram-Gram dans une tonalité electro. Tout comme pour le spectacle précédent, le milieu du spectacle est composé de plusieurs ballades interprétées en piano-voix avec Yvan Cassar.
Plusieurs bonus sont proposés sur le DVD, montrant la création des costumes avec Jean-Paul Gaultier (Écorchée vive), la préparation physique avec Hervé Lewis (Body Art), la création des lumières avec Dimitri Vassiliu (Le Rayon vert) et celle des images de scène avec Alain Escalle (Derrière les fenêtres), mais aussi les répétitions des danseurs (L'esprit du pas), des musiciens (Ondes de choc) et un reportage dans les coulisses (Time Laps).

## Accueil critique

### Album
- « Voix assurée, présence dynamique et communicative... Mylène Farmer est magique dans l'immensité. » (Virgin)[22]
- « En deux CD, agrémentés d'un sexy livret photos, Farmer décline vingt titres, revisitant son glorieux passé en le réorchestrant profondément [...] Du grand travail de pro. » (Ciné Télé Revue)[23]
- « Mylène Farmer offre à son public un Live dynamique, mâtiné de fêlures vocales et même de fausses notes. Et c'est tant mieux! Car depuis le décevant Mylénium Tour, dont les voix avaient malhabilement été retravaillées en studio, la mystérieuse Libertine tend à livrer plus de spontanéité dans les captations de ses concerts. Ce cinquième double album Live est donc une bonne surprise et restitue l'ambiance dansante des 35 dates de son show. Les tubes se succèdent comme un bon Best of [...] Excepté Je te rends ton amour, dont les arrangements n'ont pas varié d'une note, les autres titres sont remis au goût du jour et brillamment orchestrés. [...] Les imperfections de Mylène lui vont bien. » (France-Soir)[24]
- « Encore une fois, la Madonna française nous démontre son professionnalisme. Réussi! » (Metro)[25]

### Vidéo
- « Aucun autre artiste dans le paysage francophone n'est capable d'offrir un tel délire visuel en DVD. » (Télé moustique)[26]
- « Magnifique enregistrement, ballets de caméras inspirées, chorégraphies millimétrées, sélection imparable de hits, tout est quasi irréprochable. » (Télé 2 semaines)[27]
- « Pas juste un concert, mais un vrai spectacle sur une scène gigantesque avec un décor impressionnant, des musiciens, dix danseurs, de nombreux changements de costumes, des effets de lumières, pyrotechniques... » (Le Jour)[28]
- « Une fois de plus rayonnante, portée par une mise en scène hautement spectaculaire (gigantesques écrans translucides en mouvement, éclairages de folie) et drapée dans des costumes renversants, cette écorchée vive souffle le chaud et le froid sur un public tout sauf passif qui répond au doigt et à l’œil. Sexy, dynamique, vivifiant, le show réussit à revisiter certains des plus grands succès de la chanteuse, très en voix, tout en réservant un traitement de choix aux nouveaux morceaux. Un nouvel aboutissement artistique pour la reine des cœurs de la chanson française sur laquelle les années semblent décidément n'avoir aucune prise. » (Les Années Laser)[29]
- « Un long-métrage digne des plus grandes productions, avec effets spéciaux, jeux de lumière et changements de décor : c'est bien plus qu'un simple concert. » (La Dernière Heure)[30]
- « Que l'on aime ou que l'on déteste Mylène, ce n'est pas le propos car ce spectacle est admirable en tous points dans sa construction et sa captation [...]. La qualité technique de l'ensemble en fait un Blu-Ray de démo. » (Hifi Vidéo Home Cinéma)[31]

## Singles

### C'est dans l'air (Live)
Alors qu'elle l'avait déjà sorti en single au printemps 2009, Mylène Farmer choisit C'est dans l'air (cette fois dans sa version Live) comme premier extrait de l'album. Le clip est mis en ligne à partir du 27 novembre 2009 et atteindra la 44e place des clips les plus diffusés.

### Paradis inanimé (Live)
Pour accompagner la sortie du DVD Stade de France le 12 avril 2010, un clip est réalisé pour Paradis inanimé, un titre présent dans sa version originale sur l'album Point de suture.

Compilant plusieurs extraits du spectacle, le clip est mis en ligne à partir du 29 mars 2010 et atteindra la 24e place des clips les plus diffusés.

## Classements et certifications
Bien que Mylène Farmer n'en fasse aucune promotion, l'album N°5 on Tour se classe directement n°1 des ventes en France et en Belgique.
Certifié double disque de platine pour plus de 200 000 exemplaires vendus en France, il reçoit également un disque d'or en Belgique et se classe en Suisse et en Russie, dépassant les 250 000 ventes.
Le DVD du spectacle, sorti quatre mois plus tard, se classe à son tour no 1 des ventes et est certifié DVD de diamant en France en une semaine.
Disque d'or en Belgique, le film est également la meilleure vente de Blu-Ray musicaux de l'année 2011 en Russie.
Il s'est écoulé à plus de 300 000 exemplaires.
| Classement                       | Meilleure position |
| -------------------------------- | ------------------ |
| Belgique (Flandres Ultratop)     | 99                 |
| Belgique (Wallonie Ultratop)     | 1                  |
| Europe (European Top 100 Albums) | 13                 |
| France (SNEP - Ventes)           | 1                  |
| France (SNEP - Téléchargements)  | 4                  |
| Russie (Russian Album Charts)    | 6                  |
| Suisse (Schweizer Hitparade)     | 14                 |

| Classement annuel (2009) | Position |
| ------------------------ | -------- |
| France (Top Albums SNEP) | 29       |

| Classement annuel (2010)     | Position |
| ---------------------------- | -------- |
| Belgique (Wallonie Ultratop) | 28       |
| France (Top Albums SNEP)     | 94       |

### Certifications
| Pays             | Certification |
| ---------------- | ------------- |
| Belgique (Album) | Or            |
| Belgique (DVD)   | Or            |
| France (Album)   | 2 × Platine   |
| France (DVD)     | Diamant       |

## Crédits
| - Paroles : Mylène Farmer, sauf : - Libertine : Laurent Boutonnat - Musique : Laurent Boutonnat, sauf : - Libertine : Jean-Claude Dequéant - Conception et direction artistique du spectacle : Mylène Farmer et Laurent Boutonnat - Management et production du spectacle : Thierry Suc - Direction musicale, claviers et piano : Yvan Cassar - Claviers : Jean-François Berger - Guitares : Greg Suran et David Levita - Basse : Paul Bushnell - Batterie : Charlie Paxson - Percussions : Nicolas Montazaud - Choristes : Estha Divine et Johanna Manchec - Choristes (Stades) : Aline Bosuma et Alexia Waku - Album enregistré, réalisé et mixé par Jérôme Devoise - Assistant : Tristan Monrocq au Studio Guillaume Tell - Film réalisé par François Hanss - Production exécutive : Paul Van Parys, pour Stuffed Monkey - Mastering : André Perriat chez Top Master | - Danseurs : Ayo Jackson, Alexis Convento, Mayte Natalio, Maria Carofano, Myke Melendez, Reed Kelly, Victor Oniel Gonzales, Chris Cangero, Kyle Leland et Miquel Edson - Chorégraphies : Mylène Farmer, sauf : - Désenchantée, Sans contrefaçon et Pourvu qu'elles soient douces : Mylène Farmer et Christophe Danchaud - Libertine et intro de L'Âme-Stram-Gram : Christophe Danchaud - Dégénération : Nataly Aveillan - Coordinateur chorégraphique : Christophe Danchaud - Conception du décor : Mark Fisher - Conception des images : Alain Escalle - Conception des lumières : Dimitri Vassiliu - Son salle : Stéphane Plisson pour la société Maw - Création des costumes : Jean-Paul Gaultier - Création coiffure : John Nollet - Coiffure : Frédéric Birault - Maquillage : Carole Lasnier - Préparateur physique de Mylène Farmer : Hervé Lewis - Coach vocal : Karen Nimereala - Photos : Claude Gassian, Robin et Nathalie Delépine - Communication et design : Henry Neu pour Com'N.B |